# 翠峰镇 (周至县)
翠峰镇，是中华人民共和国陕西省西安市周至縣下辖的一个乡镇级行政单位。

## 行政区划
翠峰镇下辖以下地区：
官村、下宝玉村、上宝玉村、官庄村、丁家凹村、东红村、农林村、五联村、稻玉村、史务村、新联村、马家庄村、刘家寨村、西肖村、东肖村、陈东村、陈西村和陈北村。